# Ethan Hawke
Pour les articles homonymes, voir Hawke.
Ethan Hawke [ˈiːθən hɔk] est un acteur, écrivain, réalisateur et scénariste américain, né le 6 novembre 1970 à Austin (Texas).
Il apparaît pour la première fois au cinéma à l'âge de quatorze ans dans le film de science-fiction Explorers de Joe Dante aux côtés de River Phoenix en 1985. Quatre ans plus tard, il est propulsé sur le devant de la scène face à Robin Williams et son ami Robert Sean Leonard avec le drame Le Cercle des Poètes Disparus en 1989. Immense succès critique et public, Le Cercle des Poètes Disparus a depuis obtenu le statut de film culte.
La filmographie de Hawke compte de nombreux succès : Bienvenue à Gattaca, Le Cercle des Poètes Disparus, Croc-Blanc, Boyhood, De grandes espérances, The Northman ou encore American Nightmare.
Artiste touche à tout, ses talents de scénariste et d'acteur lui ont valu plusieurs nominations aux Oscars. Ainsi il a obtenu une nomination au prix du meilleur scénario adapté pour Before Midnight et une nomination au prix du meilleur acteur dans un second rôle pour Boyhood, en 2015. Il est notamment connu pour être un des collaborateurs fétiches du réalisateur américain Richard Linklater.
Comédien de théâtre, il s'est produit à Broadway dans de nombreuses pièces. Parmi elles une mise en scène de La Mouette d'Anton Tchekhov en 1992 ou plus récemment La Cerisaie d'Anton Tchekhov, mise en scène de Sam Mendes en 2009.
Il est aussi le père de l'actrice et chanteuse Maya Hawke.

## Biographie

### Enfance
Ethan Green Hawke passe son enfance en Grande-Bretagne, avant de retourner aux États-Unis, où il s'inscrit à des cours de comédie au McCarter Theater dans le New Jersey. Puis il se produit sur les planches.

### Carrière
En 1985, alors âgé de quatorze ans, il fait ses débuts au cinéma, dans le film de science-fiction Explorers de Joe Dante tourné avec River Phoenix.
Quatre ans plus tard, soit en 1989, il devient une vedette grâce au film Le Cercle des poètes disparus (Dead Poets Society) ; il incarne Todd Anderson l'un des élèves de Robin Williams, le timide qui se lie d'amitié avec le rebelle Neil Perry (Robert Sean Leonard).
Il est présent sur les planches de Broadway depuis cette époque et a reçu de nombreux prix pour ses interprétations et ses mises en scène.

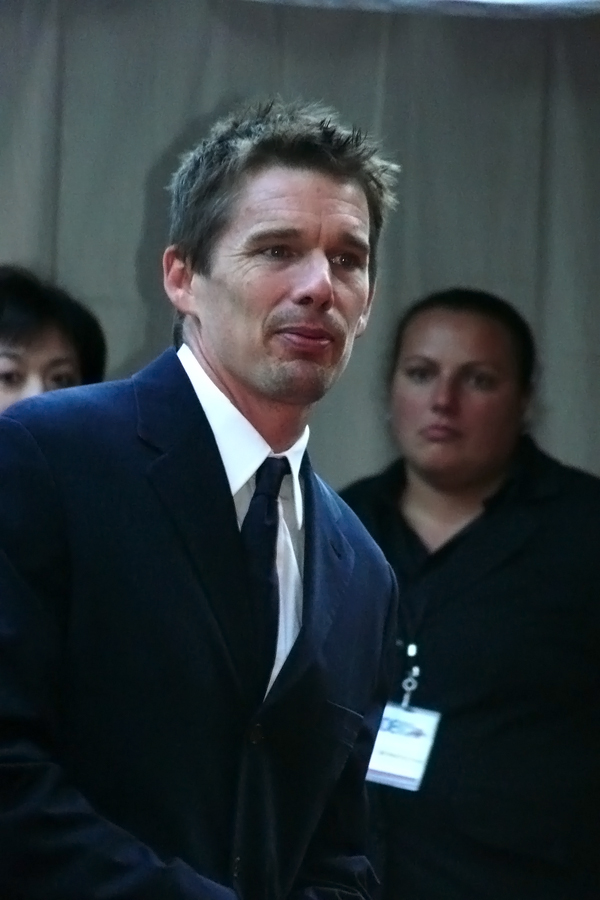
Ethan Hawke à l'avant-première de Boston Streets à l'université métropolitaine de Toronto en septembre 2008.

Habitué aux rôles de jeune premier, il alterne les genres cinématographiques : du film d'aventure ou dramatique (Croc-Blanc de Randal Kleiser, Les Survivants de Frank Marshall) à la romance (De grandes espérances d'Alfonso Cuarón, de même que la trilogie Before Sunrise, Before Sunset et Before Midnight de Richard Linklater où il donne la réplique à Julie Delpy), en passant par la science-fiction (Bienvenue à Gattaca, dont il partage l'affiche avec sa compagne d'alors Uma Thurman).
En 2000, il incarne un Hamlet contemporain.
En 2001, il réalise son premier long métrage, Chelsea Walls adapté d'une pièce de théâtre. L'acteur revient ensuite à des projets hollywoodiens plus « classiques » : le thriller Taking Lives, destins violés (2004), où il donne la réplique à Angelina Jolie, ou encore le film d'action Assaut sur le central 13 (2005), remake du Assaut de John Carpenter.
Parallèlement à sa carrière d'acteur, il écrit deux romans : The Hottest State (1996), sorti en France sous le titre Manhattan story en 2003, dont il réalise une adaptation réussie au cinéma ; et Ash Wednesday (2002), qui n'a actuellement pas donné lieu à une édition en langue française.
En 2017 sort le roman graphique Indeh, une histoire des guerres apaches, dont Ethan Hawke signe le scénario et qui relate l'histoire du conflit entre colons et amérindiens du point de vue des amérindiens.
Il fait partie d'un des jurys du Festival du film de Sundance 2020, pour la 36e édition.
En 2023, il dirige sa fille dans le film Wildcat, film biographique consacré à Flannery O'Connor.
En 2024, Hawke apparait dans le clip de Fortnight de Taylor Swift pour l'album The Tortured Poets Department, afin de faire le lien entre le film Le Cercle des poètes disparus et l'album de la chanteuse. Il y incarne un médecin dans un hôpital psychiatrique, nommé 'Doctor Anderson'.

### Vie privée

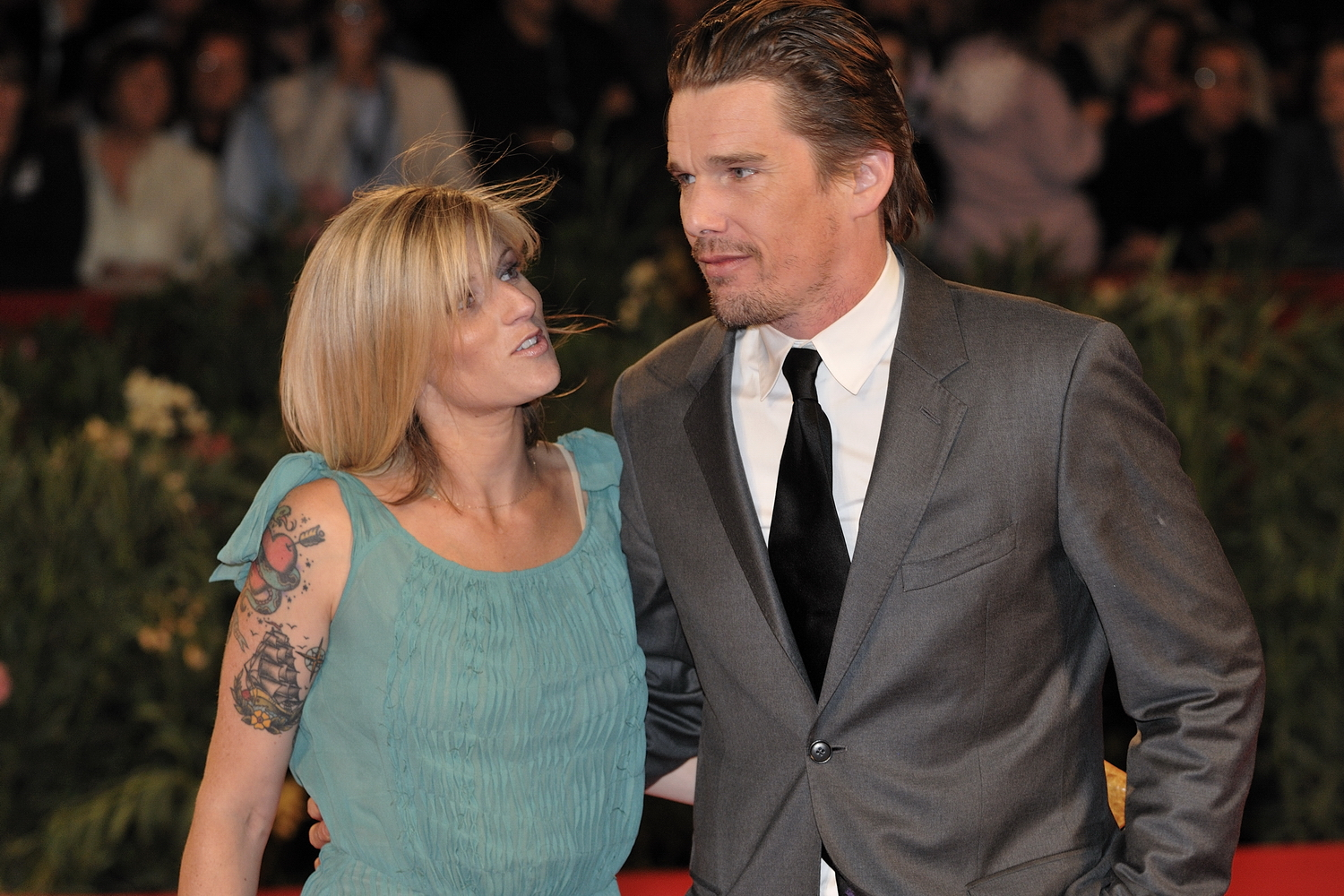
L'acteur avec sa femme Ryan Shawhughes à la Mostra de Venise 2009.

Il a deux enfants avec l'actrice Uma Thurman, rencontrée sur le tournage du film Bienvenue à Gattaca et avec qui il s’est marié en 1998 : Maya Ray, née le 8 juillet 1998, actrice et mannequin et Levon Roan, né le 15 janvier 2002. Le couple divorce en 2005.
Ethan Hawke et sa seconde épouse, Ryan Shawhughes, avec qui il est marié depuis 2008, sont les parents de Clementine Jane (née à New York le 18 juillet 2007) et Indiana (née le 6 août 2011). Ryan Shawhughes était à l'époque la nounou des deux enfants qu'Ethan Hawke a eu avec Uma Thurman.

### Opinions
Ethan Hawke s'identifie comme un féministe et a critiqué « le secteur cinématographique [étant] un tel club de garçons »,.

### Philanthropie

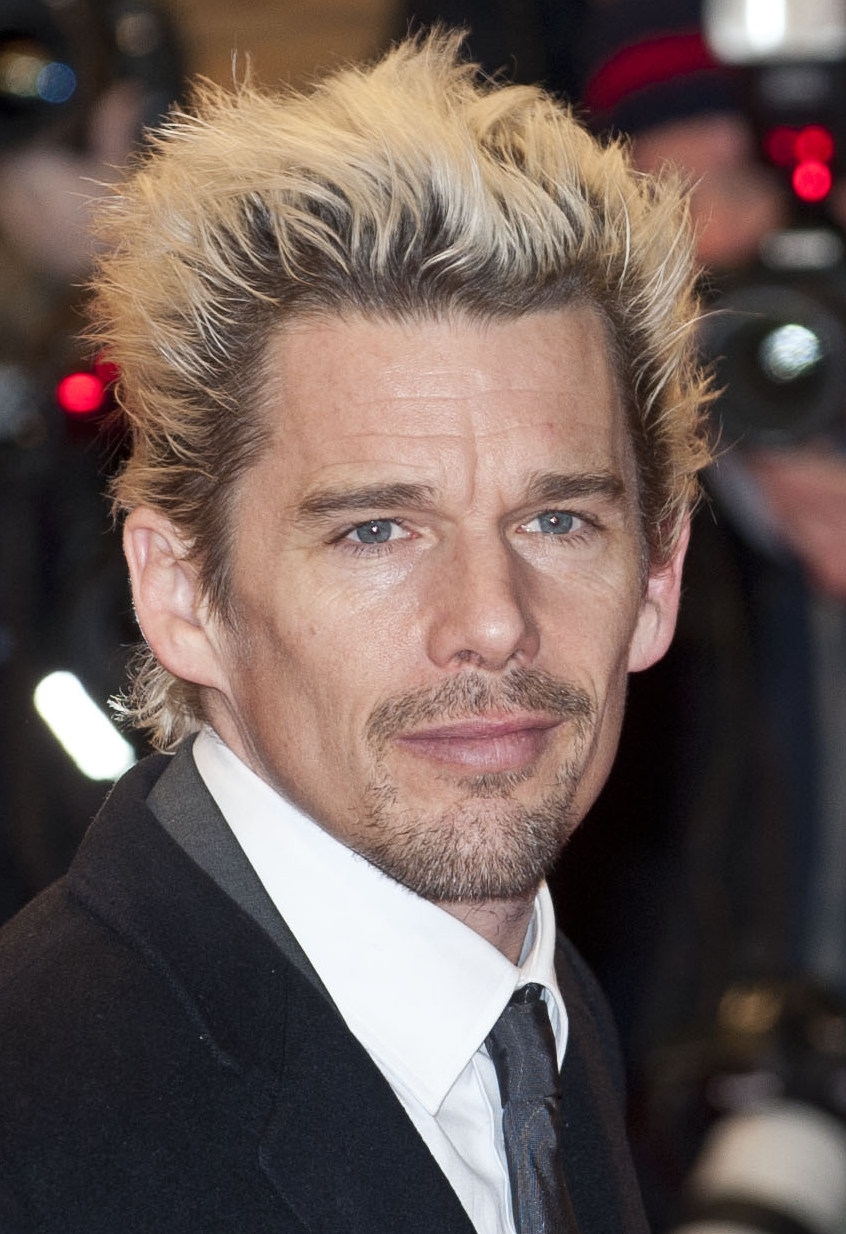
Ethan Hawke à l'avant-première de Before Midnight à Berlin en février 2013.

Hawke est un vieux partisan du Doe Fund, qui aide les sans-abri à trouver un logement et un emploi. Il est coprésident du Comité des Young Lions de New York Public Library, l'un des principaux organismes philanthropiques de New York. En 2001, Hawke a cofondé le Young Lions Fiction Award, un prix annuel récompensant les réalisations en écriture de fiction d'artistes de moins de 35 ans,.

## Théâtre

### En tant qu'acteur
- 1992 : La Mouette d'Anton Tchekhov
- 1995 : Buried Child de Sam Shepard
- 1999 : Camino Real de Tennessee Williams
- 2003 : Henry IV de William Shakespeare
- 2005 : Hurlyburly de David Rabe (en)
- 2006 : The Coast of Utopia de Tom Stoppard
- 2009 : La Cerisaie d'Anton Tchekhov, mise en scène de Sam Mendes
- 2009 : Le Conte d'hiver de William Shakespeare
- 2010 : Blood from a Stone de Tommy Nohilly
- 2012 : Ivanov d'Anton Tchekhov
- 2012 : Clive de Jonathan Marc Sherman

### En tant que metteur en scène
- 2007 : Things We Want de Jonathan Marc Sherman
- 2010 : A Lie of the Mind de Sam Shepard
- 2014 : Seymour Bernstein, an Introduction

## Filmographie

### Acteur

#### Cinéma

##### Années 1980
- 1985 : Explorers de Joe Dante : Ben Crandall
- 1988 : Lion's Den de John Ottman et Bryan Singer (court-métrage)
- 1989 : Le Cercle des poètes disparus (Dead Poets Society) de Peter Weir : Todd Anderson
- 1989 : Mon père (Dad) de Gary David Goldberg : Billy Tremont

##### Années 1990
- 1991 : Croc-Blanc (White Fang) de Randal Kleiser : Jack Conroy
- 1991 : Un étrange rendez-vous (Mystery Date) de Jonathan Wacks : Tom McHugh
- 1992 : A Midnight Clear de Keith Gordon : Will Knott
- 1992 : Waterland de Stephen Gyllenhaal : Matthew Price
- 1993 : Les Survivants (Alive) de Frank Marshall : Fernando "Nando" Parrado
- 1993 : Rich in Love de Bruce Beresford : Wayne Frobiness
- 1994 : Floundering de Peter McCarthy : Jimmy
- 1994 : Génération 90 (Reality Bites) de Ben Stiller : Troy Dryer
- 1994 : Les Nouvelles aventures de Croc-Blanc (White Fang 2: Myth of the White Wolf) de Ken Olin : Jack Conroy
- 1994 : Quiz Show de Robert Redford : un étudiant (non crédité)
- 1995 : Before Sunrise de Richard Linklater : Jesse
- 1995 : Search and Destroy : En plein cauchemar (Search and Destroy) de David Salle : Roger
- 1997 : Bienvenue à Gattaca (Gattaca) d'Andrew Niccol : Vincent Freeman
- 1998 : De grandes espérances (Great Expectations) d'Alfonso Cuarón : Finnegan "Fin" Bell
- 1998 : Le Gang des Newton (The Newton Boys), de Richard Linklater : Jess Newton
- 1998 : The Velocity of Gary (The Velocity of Gary* *(Not His Real Name)) de Dan Ireland : Nat
- 1999 : Joe the King de Frank Whaley : Len Coles
- 1999 : La neige tombait sur les cèdres (Snow Falling on Cedars) de Scott Hicks : Ishmael Chambers

##### Années 2000

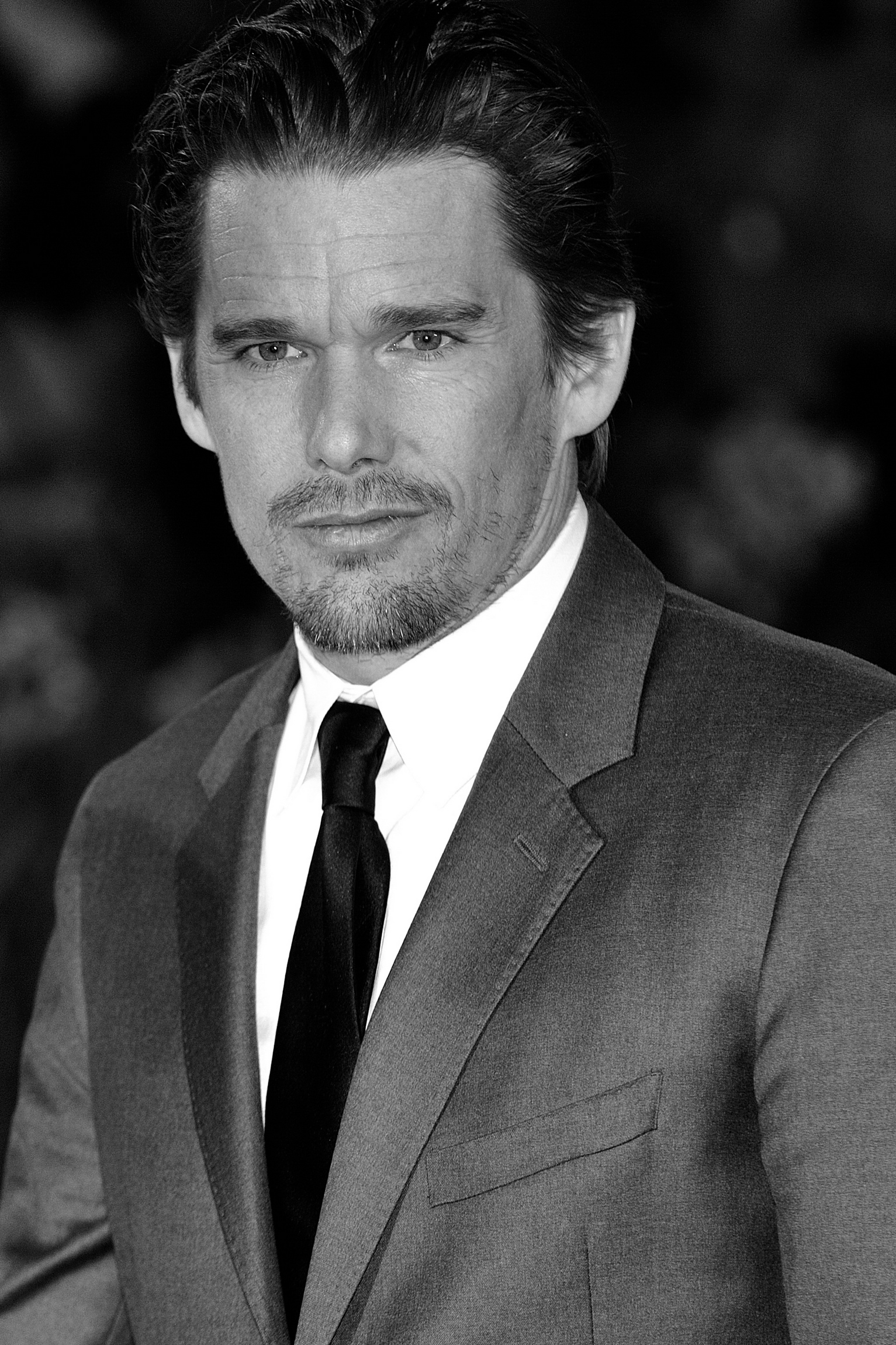
Ethan Hawke lors de la Mostra de Venise 2009.

- 2000 : Hamlet de Michael Almereyda : Hamlet
- 2001 : Waking Life de Richard Linklater : Jesse (voix)
- 2001 : Tape de Richard Linklater : Vince
- 2001 : Training Day d'Antoine Fuqua : Jake Hoyt
- 2001 : The Jimmy Show de Frank Whaley : Ray
- 2001 : Chelsea Walls d'Ethan Hawke : Sam (voix / non crédité)
- 2004 : Before Sunset de Richard Linklater : Jesse
- 2004 : Taking Lives, destins violés (Taking Lives) de D. J. Caruso : Costa
- 2005 : Assaut sur le central 13 (Assault on Precinct 13) de Jean-François Richet : Sergent Jake Roenick
- 2005 : Lord of War d'Andrew Niccol : Jack Valentine
- 2006 : Fast Food Nation de Richard Linklater : Pete
- 2007 : The Hottest State d'Ethan Hawke : Vince
- 2007 : 7 h 58 ce samedi-là (Before the Devil Knows You're Dead) de Sidney Lumet : Hank Hanson
- 2008 : Boston Streets (What Doesn't Kill You) de Brian Goodman (en) : Paulie McDougan
- 2009 : Little New York (Staten Island) de James DeMonaco : Sully
- 2009 : New York, I Love You - segment de Yvan Attal : l'auteur

##### Années 2010
- 2010 : Daybreakers de Michael et Peter Spierig : Edward Dalton
- 2010 : L'Élite de Brooklyn (Brooklyn's Finest) d'Antoine Fuqua : Sal Procida
- 2011 : La Femme du Vème de Paweł Pawlikowski : Tom Richs
- 2012 : Total Recall : Mémoires programmées (Total Recall) de Len Wiseman : Hauser (présent uniquement dans la version longue)
- 2012 : Sinister de Scott Derrickson : Ellison
- 2013 : Before Midnight de Richard Linklater : Jesse
- 2013 : American Nightmare (The Purge) de James DeMonaco : James Sandin
- 2013 : Getaway de Courtney Solomon et Yaron Levy : Brent Magna
- 2014 : Boyhood de Richard Linklater : Mason Sr.
- 2014 : Prédestination de Michael et Peter Spierig : l'agent temporel / le barman / le Plastiqueur / John (vieux)
- 2014 : Anarchy: Ride or Die de Michael Almereyda : Iachimo
- 2015 : Good Kill d'Andrew Niccol : Tom Egan
- 2015 : Ten Thousand Saints de Shari Springer Berman et Robert Pulcini : Les
- 2015 : Régression (Regression) d'Alejandro Amenábar : Bruce Kenner
- 2016 : Maggie a un plan (Maggie's Plan) de Rebecca Miller : John
- 2016 : The Phenom de Noah Buschel : Hopper Sr.
- 2016 : Les Sept Mercenaires (The Magnificent Seven) d'Antoine Fuqua : Goodnight Robichaux
- 2016 : Born to Be Blue de Robert Budreau (en) : Chet Baker
- 2016 : In a Valley of Violence de Ti West : Paul
- 2016 : Maudie d'Aisling Walsh : Everett Lewis
- 2017 : Valérian et la Cité des mille planètes de Luc Besson : Jolly
- 2017 : Sur le chemin de la rédemption (First Reformed) de Paul Schrader : Toller
- 2017 : 24H Limit (24 Hours to Live) de Brian Smrz : Travis Conrad
- 2018 : Stockholm de Robert Budreau (en) : Kaj Hansson / Lars Nystrom
- 2018 : Juliet, Naked de Jesse Peretz : Tucker Crowe
- 2019 : New Lives (Adopt a Highway) de Logan Marshall-Green : Russell Millings
- 2019 : The Kid de Vincent D'Onofrio : Pat Garrett
- 2019 : La Vérité d'Hirokazu Kore-eda : Hank, le mari de Lumir

##### Années 2020
- 2020 : Cut Throat City de RZA : Jackson Symms
- 2020 : Tesla de Michael Almereyda : Nikola Tesla
- 2021 : Zeros and Ones d'Abel Ferrara : J. J.
- 2021 : The Guilty d'Antoine Fuqua : le sergent Bill Miller (voix)
- 2022 : Black Phone (The Black Phone) de Scott Derrickson : l'attrapeur (The Grabber en VO[11])
- 2022 : The Northman de Robert Eggers : le roi Horwendil
- 2022 : Raymond & Ray de Rodrigo García : Ray
- 2022 : Glass Onion : Une histoire à couteaux tirés de Rian Johnson : l'assistant de Miles
- 2023 : Strange Way of Life de Pedro Almodóvar : Jake (court-métrage)
- 2023 : Le Monde après nous (Leave the World Behind) de Sam Esmail : Clay
- 2025 : Blue Moon de Richard Linklater : Lorenz Hart
- 2025 : She Dances de Rick Gomez : Brian
- 2025 : Black Phone 2 de Scott Derrickson : l'Attrapeur (The Grabber en VO)
- 2025 : Tonight at Noon de Michael Almereyda : Lefty

#### Réalisateur
- 1994 : Straight to One
- 2001 : Chelsea Walls
- 2007 : The Hottest State
- 2014 : Seymour: An Introduction
- 2018 : Blaze

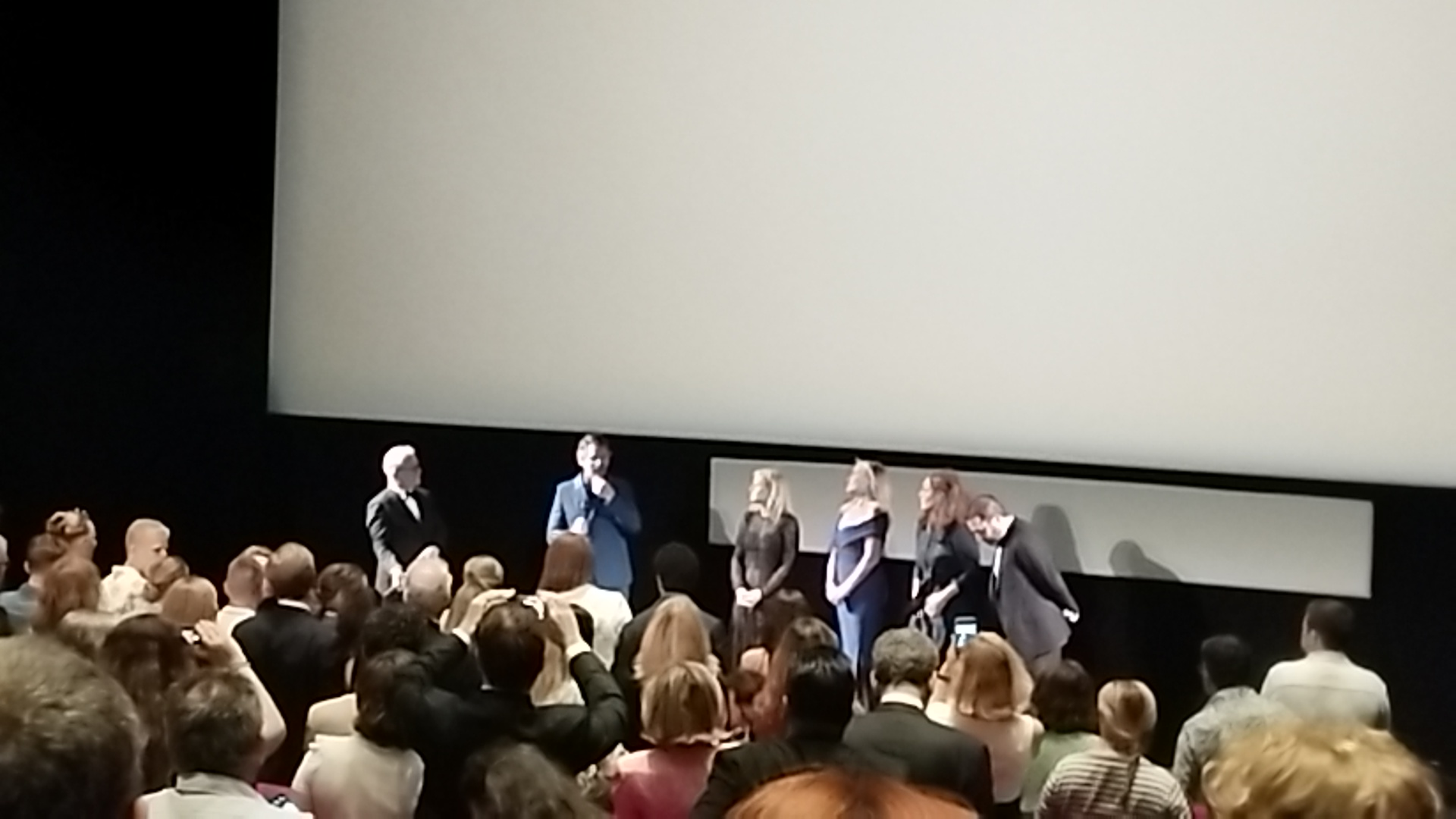
Ethan Hawke présentant The Last Movie Stars au festival de Cannes en mai 2022.

- 2022 : The Last Movie Stars (documentaire consacré à Paul Newman)
- 2023 : Wildcat

#### Scénariste
- 1995 : Before Sunrise de Richard Linklater coécrit avec Richard Linklater et Julie Delpy
- 2004 : Before Sunset de Richard Linklater coécrit avec Richard Linklater et Julie Delpy
- 2007 : The Hottest State de lui-même (d'après son propre roman homonyme)
- 2013 : Before Midnight de Richard Linklater coécrit avec Richard Linklater et Julie Delpy
- 2023 : Wildcat de lui-même

### Télévision

#### Séries télévisées
- 2003 : Alias : l'agent de la CIA James L. Lennox (saison 2, épisode 14)
- 2011 : Moby Dick de Mike Barker : Starbuck (téléfilm)
- 2019 : The Purge : James Sandin (saison 2, épisode 10)
- 2020 : The Good Lord Bird : John Brown (mini-série)
- 2022 : Moon Knight : Dr Arthur Harrow (6 épisodes)

#### Séries d'animation
- depuis 2022 : Batwheels : Bruce Wayne/Batman (voix, rôle principal)

## Voix francophones

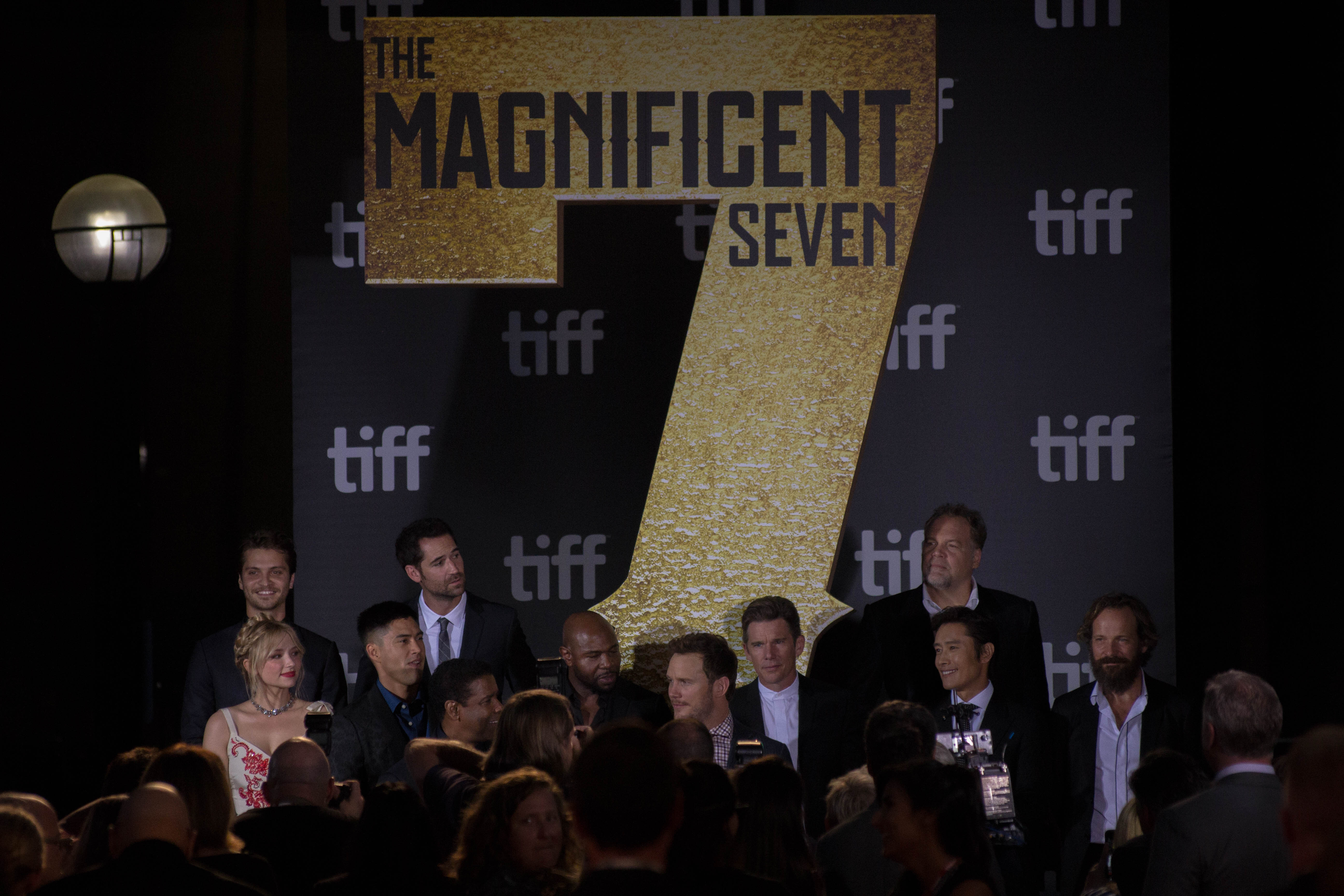
Casting des "Sept Mercenaires".

Entre 1985 et 1994, Ethan Hawke est doublé par plusieurs comédiens en version française . Ainsi, il est doublé par Damien Boisseau dans Explorers, par Thierry Bourdon dans Le Cercle des poètes disparus par Alexandre Gillet dans Croc-Blanc, par Jérôme Berthoud dans Waterland, par Mathias Kozlowski dans Les Survivants ou encore par Emmanuel Curtil dans Génération 90.
Le doublant une première fois en 1992 dans A Midnight Clear, Jean-Pierre Michaël devient sa voix dans la quasi-intégralité de ses apparitions à partir du film Bienvenue à Gattaca sorti en 1997. Il le retrouve notamment dans Training Day, Alias, Sinister, American Nightmare, Good Kill, Born to Be Blue, Sur le chemin de la rédemption, The Good Lord Bird ou encore Moon Knight.
En parallèle, il est notamment doublé à trois reprises par Joël Zaffarano entre 2009 et 2010, dans New York, I Love You, Daybreakers et L'Élite de Brooklyn tandis qu'Alexandre Gillet le retrouve en 1999 dans La neige tombait sur les cèdres, de même que Damien Boisseau en 2005 dans Lord of War. Enfin, il est doublé à titre exceptionnel par Bernard Gabay dans Les Grandes Espérances, Fabrice Josso dans Le Gang des Newton, Guillaume Lebon dans Fast Food Nation, Patrick Mancini dans 7 h 58 ce samedi-là, Philippe Allard dans Prédestination, Camille Pistone dans Maggie a un plan, Gilduin Tissier dans Les Sept Mercenaires et Anatole de Bodinat dans Adopt a Highway.
En version québécoise, Jean-François Beaupré est la voix régulière de l'acteur. Il le double notamment dans L'Assaut du poste 13, Seigneur de guerre, L'Aube des survivants, L'Élite de Brooklyn, Sinistre, La Purge, Les Sept Mercenaires, Stockholm ou encore Tesla.
François Godin le double à quatre reprises dans Avant la nuit tout est possible, Le Voleur de vies, Disensions et Born to Be Blue tandis qu'il est doublé à deux reprises par Sébastien Ventura dans Croc-Blanc et Croc-Blanc 2. Renaud Paradis le double dans Jour de formation.